# Carlos Quíspez-Asín
Carlos Quíspez-Asín Mas (Lima, 15 de abril de 1900 - 1 de abril de 1983) fue un pintor peruano reconocido por sus técnicas, en óleo y en mural. Se le reconoce la introducción del mural al fresco en el Perú. 

## Biografía
Carlos Quíspez-Asín nació en Lima, Perú, pero la trayectoria de sus estudios lo llevó a Madrid, donde estudió en la Real Academia de Bellas Artes de San Fernando en los años veinte junto a Salvador Dalí, entre otros. En los años treinta estuvo también en Los Ángeles hasta el año de 1936, cuando regresó para integrarse a la sociedad limeña como profesor de la Escuela de Bellas Artes, la siguiente es una reseña escrita por Jorge Bernuy, un alumno de Don Carlos.
El maestro Carlos Quíspez-Asín, (Lima 1900-1983) era un hombre tímido y de pocos amigos, reacio a los discursos y a las conferencias. Conservador en su modo de ser pero dispuesto a dar todo lo que sabía a sus alumnos, fue también exigente en la enseñanza y crítico mordaz contra la mala pintura de la desnudez.
Sus padres fueron Jesús Quíspez-Asín, médico y su madre María Elvira Mas. Fue el segundo de cuatro hermanos: Jesús, Alfredo y José Luis. Tuvo un solo hijo Néstor, fruto de su unión con Olga Serna.
Desde muy niño Carlos Quizpez Asín demostró su inclinación hacia el dibujo. A los 15 años asistía a las clases de pintura que dictaba el maestro peruano nacido en Huaraz, Ancash, Teófilo Castillo Guas con taller en la Quinta Heeren y posteriormente en la Academia Concha ubicada en la antigua Biblioteca Nacional del Perú. En 1918 se inauguró la Escuela Nacional de Bellas Artes donde al año siguiente asiste bajo la dirección de Daniel Hernández, perteneciendo a la primera promoción de la ENBA.
En 1921 parte a España, gracias a una beca del gobierno peruano, junto al músico Alfonso de Silva. En Madrid ingresa a la Real Academia de Bellas Artes de San Fernando donde fue alumno de Julio Romero de Torres, Benedeto y Cecilio Plá, este último le inculcó no usar el blanco y más bien utilizar el blanco de la tela. En San Fernando entabla una amistad con Salvador Dalí, a quien le hizo un famoso retrato con una técnica completamente vanguardista. El Museo del Prado sería su fuente de enriquecimiento espiritual al conocer la obra de los grandes maestros como: El Greco, Velásquez, Goya, Paulo Uccelo, Piero de la Francesca. Serán estos dos últimos quienes influirán a Quizpez Asín en el manejo transparente del color y la simplificación de las formas.
En 1925 viaja a París para encontrarse con su hermano Alfredo (César Moro), gran poeta peruano vanguardista considerado en las antologías de Poesía surrealista francesa al nivel de André Bretón, líder de este movimiento. En esta ciudad, Alfredo lo pone en contacto con los jóvenes pintores de los movimientos vanguardistas de la pintura, como el cubismo, surrealismo, abstraccionismo. Conocerá también al pintor uruguayo Joaquín Torres García que por esa época ya discutía sus planteamientos sobre el universalismo constructivo. Hace amistad con César Vallejo, el poeta al ver la obra del joven Quizpez Asín queda cautivado y escribe una crítica muy auspiciosa.
En 1927, volvió a Lima, pero él contaba que su regreso en lugar de ser una solución al problema económico de la familia fue más bien una carga porque en esa época en Lima no se podía vivir de la pintura como hoy.
En 1928, viaja a Los Ángeles y tiene la oportunidad de presentarse al Concurso de Pintura de la Pacific South West Exposition en Long Beach, gana la Medalla de Plata con la pintura Las Lavanderas; gracias a este premio logra ser contratado por el estado de California que le encarga realizar un cuadro mensual o pintar murales. Quedan de esta época en Los Ángeles, varios lienzos en colecciones particulares y un importante mural "Los labradores".
En 1936, con la experiencia adquirida en la pintura mural, vuelve a Lima para realizar frescos de gran trascendencia convirtiéndose en el gran maestro de esta técnica. 
Realiza entre otros, el "Mural sobre la minería" en la Universidad de Ingeniería; la pintura mural de la "Exposición Amazónica"; los murales "Hipócrates", "Indios explotando una mina"; su gran obra "Las Artes" del Ex Ministerio de Educación; el mural del frontis de la Municipalidad de Lince, éste en mosaicos; y tres frescos "El juicio de Paris", "Hércules en el Jardín de las Hespérides" y "El Fauno" pintados en el comedor de la Cámara de Diputados del Palacio Legistalivo del Perú. Acerca de estos murales el del comedor de la Cámara, es necesario señalar para la historia de la infamia, de cómo la ignorancia atrevida de ciertas autoridades determinó que uno de ellos fuera derribado para abrir una puerta y los otros dos recubiertos con madera. Gracias al embajador Harold Forsyth se pudo rescatar y restaurar dos de estos murales.
Como maestro en la Escuela Superior de Bellas Artes, por más de 27 años, formó discípulos que han seguido sus pasos y muchos de ellos son ahora reconocidos internacionalmente como Sabino Springett, Manuel Zapata Orihuela, Tilsa Tsuchiya y Herman Braun-Vega entre otros.

## Obra

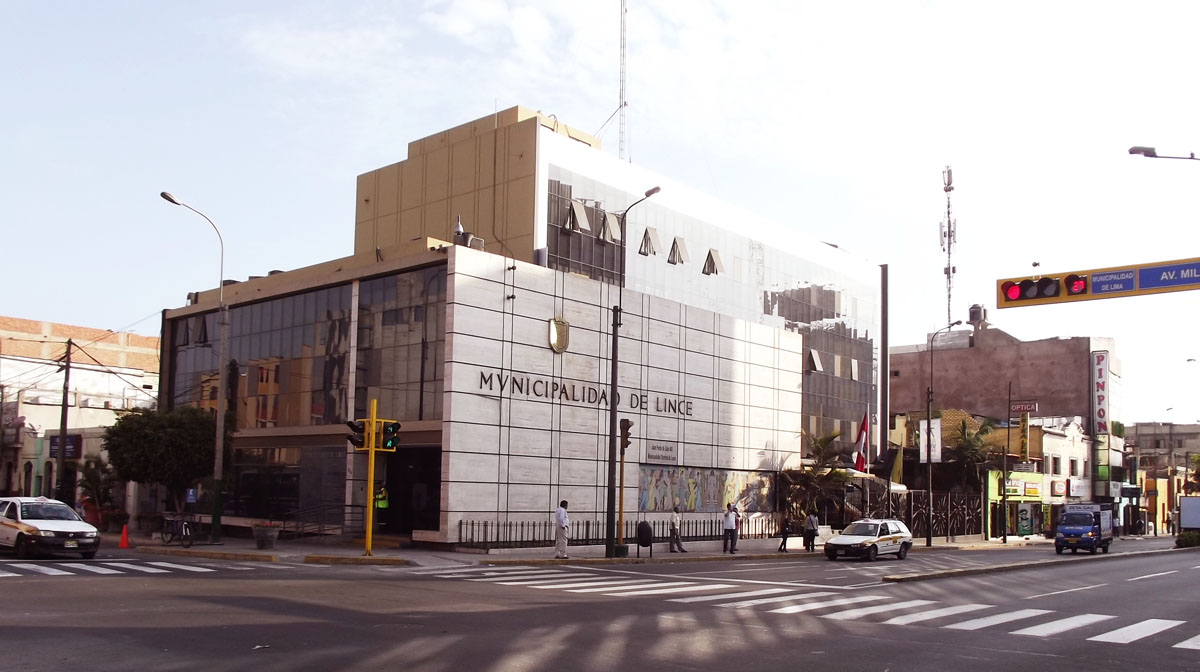
El mural en la parte inferior de la fachada del palacio municipal de Lince fue pintado por Quíspez-Asin.

Tres son las referencias principales utilizadas por el artista como punto de partida para la concreción de su propuesta pictórica. En primer lugar, su concepción estética. En segundo lugar, el convencimiento de que la batalla por el arte de vanguardia había que librarlo en Lima donde primaba el Indigenismo liderado por José Sabogal y en tercer lugar, el desarrollo de los medios expresivos como resultado de su propia elaboración de la propuesta de un estilo constructivista, un rigor geométrico en la composición y una ajustada armonía de los colores.
El maestro busca un sistema coherente de representación: comienza a construir la obra, subdividiendo la tela en espacios rectangulares cuyas proporciones se generan a partir del riguroso procedimiento de la relación áurea dentro de estos recintos. Luego inserta imágenes simbólicas, arquetípicas, dibujadas como formas planas que expresan en una suerte de ideogramas su concepción filosófica del mundo.
"El taller" es una de las obras en la que se representa magníficamente el concepto del ordenamiento plástico unitario: el pintor en primer plano, claramente delineado; la modelo en el fondo fragmentado en formas geométricas. La balanceada proporción de los espacios parciales se complementa con el efecto de los hermosos colores de tierras y ocres. 
Lo importante en su obra no es que trabajara una síntesis que forme parte de un sistema cuyas connotaciones llevasen a las mismas raíces del arte. Estas síntesis no eran accidentales, en forma alguna, las distorsiones de las formas realistas y pictóricas de la naturaleza estaban premeditadas hasta el último grado. Como sabe todo pintor, la naturaleza es tridimensional, mientras que el mundo del diseño tiende naturalmente a ser bidimensional y su planteamiento es hacia lo plano.
En otra etapa, el dibujo de este maestro tiende a tomar en cuenta la redondez o solidez de sus modelos y objetos, las superficies que avanzan o retroceden, el espacio en torno a las cosas, las distancias, las masas y los planos.
Las preocupaciones de Quizpez Asín, su sentido de la precisión estética, sus intuiciones del diseño eran muy agudas. Comprendió o quizás sintió instintivamente el conflicto entre el naturalismo tridimensional y los requerimientos estéticos del buen diseño de la naturaleza que persiguió muy sensitivamente.
¿Cuál era el requisito estético del diseño, la cualidad de conjunto, que este maestro tenía tanto interés en mantener? Era el sentimiento que un buen diseño debería ser una entidad continua de un extremo a otro del cuadro. Aun cuando el diseño se compusiera de medias partes de diversa importancia, estas partes deberían unirse armoniosamente, familiarmente, con un espíritu bidimensional formando lo que técnicamente se llama el "plano del cuadro".
Cualquier objeto del cuadro modelado demasiado esculturalmente o que esté definido con demasiada fuerza por el sombreado del claroscuro sobresale de la superficie del cuadro. El maestro utiliza el efecto de retroceso de los colores fríos (verde, azul, violeta) para ubicar a los seres de su imaginario creativo en una atmósfera etérea, placentera, que está más allá del tiempo y que exige una agudización de los sentidos.
El conflicto entre los dimensionalismos de naturaleza y diseño es una tensión constante en su obra. Para solucionar esta tendencia antagónica logra establecer una serie de recursos y deformaciones pictóricas que fueron en sus consecuencias las innovaciones artísticas más trascendentes del arte peruano.
El maestro pintaba con cortas pinceladas rectangulares que eran frecuentemente paralelas, al mismo tiempo tendía a delinear las formas curvas en planos o facetas dando a sus formas un aspecto planimétrico, siempre evadiendo el modelado del claroscuro. Esta descomposición en planos es más pronunciada en algunos cuadros. En casos extremos el efecto es casi igual que el de las abstracciones cubistas.
En la obra Urania con ingenio y originalidad considerables, Quízpez Asín halló el modo de lograr su diseño sin destruir totalmente la profundidad pictórica. El efecto sobresaliente del modelado escultural fue evitado mediante el uso exclusivo del color en gamas grises, ocres y azules del fondo. Evitó la atracción hacia un solo punto del cuadro ocasionada por la perspectiva lineal, suprimiendo en lo posible dicha perspectiva. Esta hermosa pintura es una de las más importantes obras del maestro.
Su sistema de color es carente de negro y blanco. El pintor aprovechó el blanco de la tela logrando un mejor efecto: la gran luminosidad de sus cuadros. Trabajó también los colores cálidos (amarillo, naranja, rojo) para lograr el efecto sobresaliente.
El maestro Carlos Quizpez Asín procuró alcanzar las cualidades artísticas que caracterizan el gran arte del pasado: a saber, diseño y expresividad personal y lo logró.